# Irrlicht
Irrlicht е игрови двигател с отворен код, написан на C++.

## Описание
Разработката стартира към 2002 г. от австриеца Николаус Гебхарт. Към 2021 г. софтуерът се поддържа от платформите Windows, GNU/Linux и macOS.
Irrlicht използва OpenGL или DirectX за обработка на изображенията. Вградените функционалности могат да се разширяват посредством плъгини.